# Entlebuch (dal)
Entlebuch är en dal i Schweiz.   Den ligger i kantonen Luzern, i den centrala delen av landet, 40 km öster om huvudstaden Bern.
I omgivningarna runt Entlebuch växer i huvudsak blandskog. Runt Entlebuch är det ganska glesbefolkat, med 30 invånare per kvadratkilometer.